# Sony SMC 777
Sony SMC 777 (SMC 777, 777C) је био професионални рачунар фирме Сони (Sony) који је почео да се производи у Јапану од 77C). године.
Користио је Zilog Z80 A као микропроцесор. РАМ меморија рачунара је имала капацитет од 64 KB. 
Као оперативни систем кориштен је CP/M 2.2.

## Детаљни подаци
Детаљнији подаци о рачунару SMC 777 - 777C су дати у табели испод.
|                       | |
| [ 1 ]                 | |
| Произвођач            | Сони |
| Тип                   | професионални рачунар                                                                                    |
| Меморија              | 64 |
| Поријекло             | Јапан |
| Година                | 77C) |
| Тастатура             | тастатура са пуним помаком тастера, 69 тастера, 5 функцијских тастера, help тастер, плави тастери смјера |
| Процесор              | |
| Фреквенција процесора | 4,028 |
| RAM                   | 64 |
| ROM                   | 16 |
| Текст                 | 40 X 25 / 80 x 25                                                                                        |
| Графика               | 256 x 240 / 256 x 256 / 384 x 256 / 512 X 240 / 512 X 256                                                |
| Боја                  | 4096 (16 у 256 x 256 / 4 у 512 x 256)                                                                    |
| Звук                  | уграђени звучник (подесива јакост звука), 3 канала + канал шума                                          |
| Димензије             | 490 x 94 x 289 mm / 4,5 Kg                                                                               |
| Портови               | |
| Оперативни систем     | |